# Simon Moullier
Simon Moullier (* 1994 in Nantes) ist ein französischer Jazzmusiker (Vibraphon, Komposition), der von Quincy Jones als bester Vibe-Spieler herausgestellt wurde.

## Leben und Wirken
Moullier, der zunächst klassisches Schlagwerk lernte, begann mit 17 Jahren Vibraphon zu spielen. Er studierte in den USA, wo er am Berklee College of Music den Bachelorabschluss und am Thelonious Monk Institute den Mastertitel erwarb.
Moullier trat mit Herbie Hancock, Wayne Shorter, John Patitucci, Miguel Zenón, Jimmy Heath und anderen Größen auf. 2020 gab er sein Debüt mit dem Album Spirit Song (OIM). 2021 veröffentlichte er die CD Countdown (Fresh Sound Records), die bei den Jazz Music Awards 2022 in der Kategorie „Best New Jazz Artist“ nominiert wurde. 2023 legte er mit Isla sein drittes Album vor, dem die Alben Inception (2023) und Elements of Light (2024) folgten. Weiterhin ist er auf Aufnahmen mit Mark Turner, Kendrick Scott, Laufey und Miguel Zenón zu hören.

## Preise und Auszeichnungen
2023 wurde Terri Lyne Carringtons Album New Standards Vol 1, an dem Moullier als Arrangeur beteiligt war, mit einem Grammy als bestes Jazz-Instrumentalalbum ausgezeichnet; 2024 erhielt Bewitched von Laufey, an dem er als Vibraphonist beteiligt war, den Grammy Award for Best Traditional Pop Vocal Album. 2023 wurde er in der Kritikerumfrage des Down Beat zum „Rising Star Vibraphone Player of the Year“ gewählt und 2024 in derselben Zeitschrift zu einem der 25 Jazzmusiker, die die Zukunft des Jazz bestimmen könnten („25 For the Future“).